# 30537 Matteocrismani
30537 Matteocrismani è un asteroide della fascia principale. Scoperto nel 2001, presenta un'orbita caratterizzata da un semiasse maggiore pari a 2,408981 UA e da un'eccentricità di 0,196152, inclinata di 3,642066° rispetto all'eclittica. Ha un diametro di 5,733 km e un periodo di rotazione di 8,55219 ore. 